# Rialto (Kalifornia)
Rialto – miasto w Stanach Zjednoczonych w hrabstwie San Bernardino w Kalifornii. Liczba mieszkańców 99 171 (2010).
Rialto jest miastem leżącym w obszarze metropolitalnym Los Angeles. Miasto powstało przy linii kolejowej łączącej Pasadenę i San Bernardino. Prawa miejskie od 1911 roku.
Jest siedzibą kilku regionalnych centrów dystrybucyjnych korporacji amerykańskich.
- oficjalna strona miasta